# Herrenhaus Büttelkow

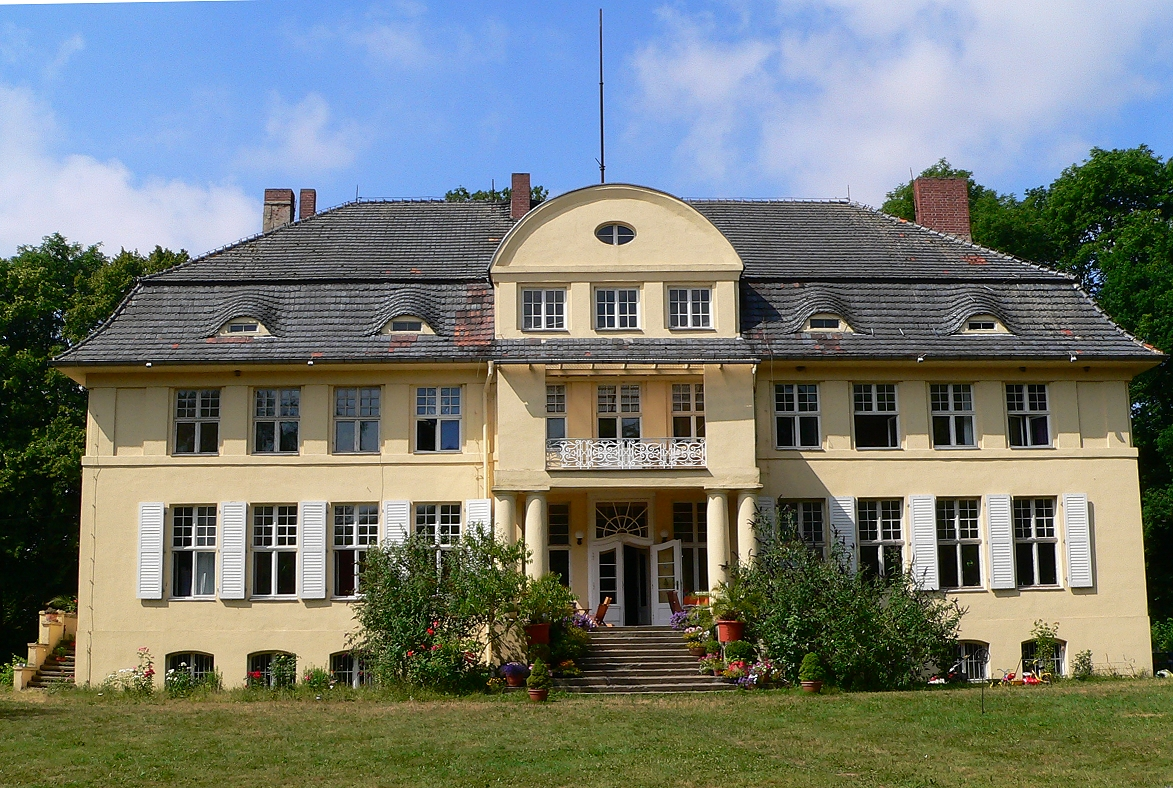
Herrenhaus auf Gut Büttelkow

Das Herrenhaus Büttelkow liegt im Ortsteil Büttelkow der Gemeinde Biendorf in Mecklenburg-Vorpommern, zwischen Rerik und Kühlungsborn.

## Geschichte
Schon zur Steinzeit wohnten in Büttelkow Menschen wegen der geomantisch vortrefflichen Lage, später hauptsächlich Slawen in der Wasserburg Büttelkow, die Zisterziensermönche im 12. Jahrhundert und 700 Jahre lang die Gutsbesitzer.
Das ursprüngliche Herrenhaus des Rittergutes Büttelkow – jetzt genannt Haus im Park – steht auf einem Bodendenkmal, einer alten slawischen Wehranlage. Es steht auf 800 Jahre alten Grundmauern, die von Zisterziensermönchen neu errichtet wurden. Früh kam es dann u. a. in den Besitz der Familie von Bülow. Es folgte später die Familie von der Lühe.
Bis 1910/1912 war das Haus im Park das ursprüngliche Herrenhaus, es wurde aber 1912 aus Gründen der Zufahrt zum neu erbauten Herrenhaus bis auf den rechten Seitenflügel rückgebaut und als Haus des Gutsinspektors genutzt.
Erbaut wurde das neue Herrenhaus Büttelkow um 1910/1912 durch Ernst Johann Ballin, aus der Oldenburger Bankiersfamilie Ballin stammend, nach den Entwürfen des Architekten Paul Korff (Landbaubüro Laage). Es ist ein zweigeschossiger Putzbau von elf Achsen über einem hohen Sockelgeschoss. Die drei Mittelachsen der Hoffront sind durch ein Zwerchhaus mit Lünettengiebel und Ochsenauge, einen von Säulen getragenen Balkon und eine Freitreppe betont. Im Inneren war das Haus mit damals modernster Technik ausgestattet; so baute Korff zum Beispiel eine zentrale Staubsauganlage sowie eine Zentralheizung mit Warmwasserversorgung ein und versah das Herrenhaus, als erstes Bauwerk seiner Art in dieser Region, in allen Geschossen mit Stahlbetondecken. Die Familie Ballin hatten das gut bereits um 1899 erworben, es war ein alloder Besitz.
Am Bauwerk finden sich sowohl Elemente des Neobarocks als auch des Klassizismus und des Jugendstils. Das Herrenhaus liegt in einem Park mit altem Baumbestand. Der zugehörige Teich wird heute auch als Löschwasserteich genutzt und ist als Bodendenkmal geschützt, da er ein Teil der alten Wehranlage war. Ursprünglich gehörten zum Gut Büttelkow viele Zeiten konstant zwischen etwa 238 bis 240 Hektar landwirtschaftlich genutztes Land. Letztmalig wurden 1940 für das Gut 238 ha festgestellt.
Besitzer des Gutes Büttelkow waren u. a.:
bis 1791 Domkirche zu Schwerin,
1792–1810 Andreas Gottfried Russow,
1810–1811 Familie von Plessen,
1811–1817 Andreas Gottfried Russow (siehe Gersdorf),
1817–1840 F. N. A. Thomsen,
1840–1848 Heinrich Wohlert,
1848–1899 Carl Iven,
1899–(1916) Ernst Johann Ballin / Familie Ballin (Bankiers aus Oldenburg), 1928 Ernst Lebenbaum, 1935 bis 1945 Oberst a. D. Wilhelm von Oertzen-Barsdorf (1895–1959).
In seiner wechselvollen Geschichte wurde das Herrenhaus dann unter anderem als Flüchtlingswohnheim, Standesamt, Polizeistation und Kino genutzt. 1999 wurde es von der Herrenhaus GbR, Antje Sachse und Andreas Renner gekauft, welche die Räumlichkeiten umbauten und zu Seminarräumen und Ferienwohnungen gestalteten.